# Râul Valea Rea, Gilort
- Pentru alte râuri omonime, vedeți pagina de dezambiguizare Valea Rea.

Râul Valea Rea este un afluent al râului Gilort.